# Andrew White (Musiker)

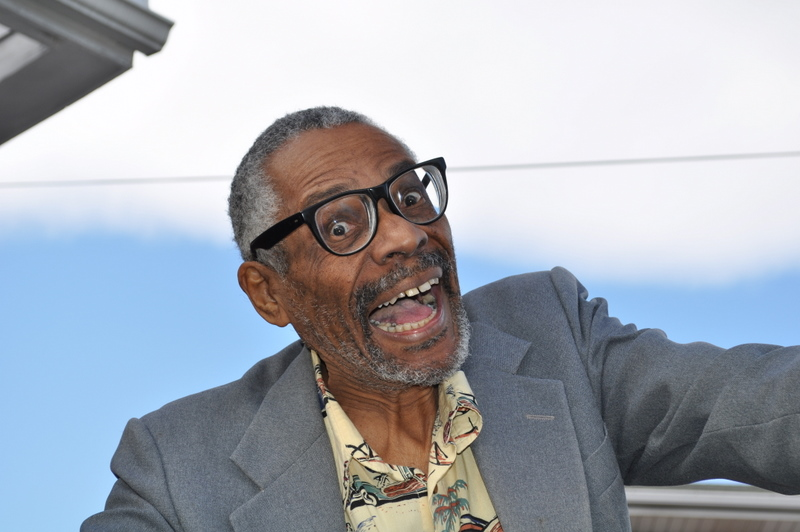
Andrew White (2010)

Andrew Nathaniel White III (* 6. September 1942 in Washington, D.C.; † 11. November 2020 in Silver Spring, Maryland) war ein US-amerikanischer Jazz- und R&B-Musiker (Bassgitarre, Altsaxophon, Oboe, Englischhorn), Autor, Musikwissenschaftler und Musikproduzent.

## Leben und Wirken
Andrew White wuchs in Nashville, Tennessee auf und kehrte in seine Geburtsstadt Washington D.C. zurück, um an der Howard University Musiktheorie und Oboe zu studieren. Er begann seine Karriere als Leiter eines eigenen JFK Quintet, in dem White am Altsaxophon, Ray Codrington als Trompeter, Harry Kilgore als Pianist, Walter Booker am Bass und Billy Hart am Schlagzeug spielten. Cannonball Adderley vermittelte der Gruppe eine Aufnahmesession bei Riverside Records, bei der das Debütalbum New Jazz Frontiers from Washington entstand, das von Adderley produziert wurde; doch nach einer zweiten Riverside-LP, Young Ideas, löste sich die Band im September 1963 auf.
Nach seinem Studium an der Howard University setzte er seine Studien in Tanglewood und in Frankreich, wohin er mit Lloyd McNeill ging, am Pariser Musikkonservatorium fort. 1965 trat er im Blue Note Club auf, u. a. mit Marc Hemmeler (Piano) und Michel Goudry (Bass). Nach seiner Rückkehr in die Vereinigten Staaten arbeitete er mit einem Rockefeller-Stipendium zwei Jahre an der State University of New York in Buffalo. Als Oboist spielte er im American Ballet Theater 1968–70 in New York. Nach seiner Rückkehr nach Washington D.C. arbeitete er mit Shirley Horn im Showboat Lounge. 1968 ging er mit Stevie Wonder als Bassist auf Tour; danach von 1970 bis 1975 bei 5th Dimension.
Ab Anfang der 1970er Jahre begann sich White mit der Musik John Coltranes zu beschäftigen; daneben gründete er sein Label Andrew’s Music, auf dem sein Soloalbum Andrew Nathaniel White II erschien und später insgesamt 40 Alben folgten, von klassischer Oboen-Musik bis zu Funk-Musik der frühen 1970er Jahre. Als Sideman wirkte White 1970 als Saxophonist bei McCoy Tyners LP Asante,  als Oboist bei dessen Album Cosmos mit. Auf den Weather-Report-Alben I Sing the Body Electric (1972) und Sweetnighter (1973) ist er als Hornist und teilweise auch als Bassgitarrist zu hören; als Saxophonist bei Bobby Watsons Album E.T.A. White arrangierte und leitete 1976 auf dem Newport Jazz Festival in New York einen Coltrane gewidmeten Bigband-Tribut. In den 1980er Jahren arbeitete er mit eigenem Quartett (u. a. mit Mal Waldron)  und spielte Alt- und Sopransaxophon; er arbeitete bei Elvin Jones, Beaver Harris (1983), dem Julius Hemphill Saxophone Sextet (1987) und dem Saxophon-Sextett De Zes Winden (1999).
White transkribierte Coltranes Solo auf Afro-Blue; in seinem Musikverlag Andrew’s Music veröffentlichte er später 650 weitere Soli Coltranes sowie von Charlie Parker und Eric Dolphy. Daneben schrieb er Bücher über Musikproduktion und verschiedene Kurzgeschichten.
Im Jahr 2007 wurde White als Saxophonist von der Howard University mit der Benny Golson Master Award geehrt.

## Diskographie
- 1974 – Passion Flower (Andrew’s Music)
- 1975 – Marathon (Andrew’s Music)
- 1976 – Maxine Spotts and Brown (Andrew’s Music)
- 1976 – Seven Giant Steps for Coltrane (Andrew’s Music)
- 1979 – Fonk Update (Andrew’s Music)
- 1979 – I Love Japan (Andrew’s Music)
- 1979 – Andrew White Live in New York at the Ladies Fort (Andrew’s Music)

## Veröffentlichungen (Auswahl)
- The Works of John Coltrane, Vols. 1 - 14
- Trane and Me (1981)
- Everybody Loves The Sugar – The Book (2001).